# Cruise Barcelona
Die Cruise Barcelona ist ein Fährschiff der italienischen Reederei Grimaldi Lines, das unter italienischer Flagge fährt.

## Geschichte
Das Schiff wurde 2008 für die italienische Reederei von Fincantieri gebaut und wird auf der Route zwischen Civitavecchia und Barcelona eingesetzt.
Bei dem Umbau der Fähre 2019 wurde ein Mittelstück zwischen den zwei Hälften der Fähre eingesetzt. So wurde die Passagierkapazität des Schiffes von 2794 auf 3343 gesteigert. Nach diesem Umbau war die Fähre dann mit 254 m eine der längsten Fähren der Welt.

## Das Schiff
Das RoPax-Schiff hat eine Bar sowie ein À-la-Carte-Restaurant an Bord. An Bord gibt es 499 Zwei- und Vierbett-Kabinen sowie 68 Junior- und Owner-Suiten. Weiterhin stehen 595 Ruhesessel zur Verfügung. Zudem bietet die Cruise Barcelona ein Kasino und ein Fitnesscenter für die Passagiere. An Bord des Schiffes gibt es außerdem einen Raum mit Videospielautomaten und einen Spielbereich für Kinder. Auf dem Sonnendeck des Schiffes befinden sich ein Pool und eine weitere Bar.

## Schwesterschiff
Die Cruise Barcelona hat drei Schwesterschiffe, die Cruise Roma und die Cruise Sardegna von Grimaldi Lines sowie die Cruise Europa von Minoan Lines.